# Българо-руска военна конвенция (1902)
Българо-руската военна конвенция от 31 май 1902 година е споразумение, подписано в Петербург от военните министри на България, Стефан Паприков, и Русия, Алексей Куропаткин.

## Контекст и съдържание
Конвенцията цели да неутрализира сходното съглашение, сключено две години по-рано между Румъния и Австро-Унгария. Успоредно със споразумението между Букурещ и Виена, българо-румънските отношения се влошават заради убийството на журналиста Стефан Михайляну, приписвано на Върховния македоно-одрински комитет. Правителството на Стоян Данев търси гаранции от Петербург за териториалната неприкосновеност на България.
Българо-руската конвенция има подчертано отбранителен характер и изключва съвместни действия срещу Османската империя или „друга някоя балканска държава“ освен Румъния. Русия се задължава да помогне на България с военни средства, в случай че румънците нападнат българите и едновременно с това Австро-Унгария „мине към активни действия в помощ на Румъния“. България се съгласява да помогне с армията си на Русия, ако последната бъде нападната от Румъния, Австро-Унгария или Тройния съюз. В случай на война българските въоръжени сили се поставят под руско оперативно командване.

## Значение
Споразумението приобщава неформално България към френско-руския съюз, прераснал впоследствие в един от основните европейски военно-политически блокове в навечерието на Първата световна война – Антантата. С изискването си към София за „строг неутралитет“ спрямо Османската империя Русия се стреми да ограничи активността на българската политика по македонския въпрос и да гарантира запазване на мира на Балканите.
Предвиждайки подялба на Османската империя, през 1910 България и Русия водят продължителни преговори за потвърждаване и допълване на конвенцията. Те обаче са безрезултатни, тъй като Петербург не иска да насърчи българско нападение срещу османците и не приема българските претенции за присъединяване на Одринско към България, за недопускане на сръбско териториално разширение в Македония и за самостоятелно командване. През декември 1912 – скоро след избухването на Балканската война – когато Румъния настоява да получи Южна Добруджа като компенсация за българските завоевания в Тракия, руското външно министерство уведомява българските власти, че не могат да разчитат повече на конвенцията от 1902. През лятото на 1913 Русия се опитва да ограничи румънската намеса в Междусъюзническата война, но само с дипломатически средства, които се оказват недостатъчни, за да спрат напредването на румънската армия към София.